# Brad Linklater
Bradley Dean Linklater (Whangarei, Northland, 16 de mayo de 1985), más conocido como Brad Linklater, es un exjugador neozelandés de rugby con pasaporte español, que se desempeñaba como apertura o zaguero. Fue internacional absoluto con la Selección Española, donde acumuló 34 caps.
Tras comenzar a jugar a rugby en Nueva Zelanda, en 2010 recibió una llamada del exjugador neozelandés y exseleccionador español (de 1993 a 1997 y de 2012 a 2013) Bryce Bevin para fichar por Getxo Artea, que por aquel entonces estaba en busca de un zaguero. En la localidad costera de Vizcaya pasó seis años y conoció a su mujer, María, con la que tiene dos hijos: Manaia y Matiu. Gracias a sus buenas actuaciones allí, comenzó a ser un fijo en el puesto de zaguero de la Selección Española. En 2016, cambia Guecho por Madrid para dar un salto en su carrera profesional fichando por Sanitas Alcobendas. En 2021 regresó de nuevo a Guecho, donde puso fin a su carrera deportiva. 
Desde junio de 2023 trabaja como Coordinador de Alto Rendimiento para la Federación Española de Rugby.